# Mannschaftslastwagen
Der Mannschaftslastwagen (MLW) ist das Fahrzeug der meisten Fachgruppen des Technischen Hilfswerks. Er transportiert Personal, Material und Gerät der Einheiten zum Einsatzort.
Für den Dienst im THW sind insgesamt fünf Arten von Mannschaftslastwagen per StAN definiert, von diesen sind aber aktuell nur die letzten beiden in der THW-Fahrzeugplanung vorgesehen. Die Altfahrzeuge der ersten drei Typen werden nicht mehr neu gebaut, finden aber teilweise noch weiterhin Verwendung.

## Mannschaftslastwagen 1

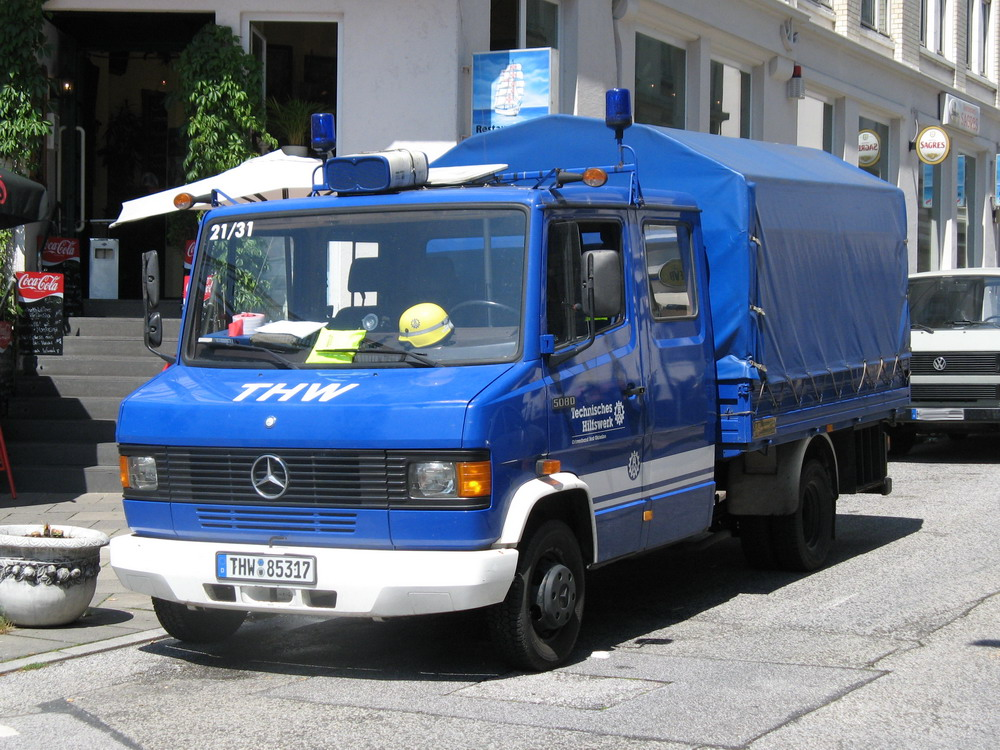
MLW 1 des OV Bad Oldesloe

Der MLW 1 ist in der Regel ein Fahrzeug mit einer Doppelkabine und einer Ladefläche mit Plane und Spriegeln. Er bietet 7 Sitzplätze und verfügt über eine Nutzlast von bis zu 2 Tonnen, die maximale Anhängelast ist kleiner 2 Tonnen.
Die Bezeichnung Mannschaftslastwagen 1 wird auch für ehemalige Instandsetzungstruppkraftwagen (ITrKW) verwendet, welche als Basisfahrzeuge aller Instandsetzungszüge dienten. Nach der Auflösung dieser Züge wurden die Fahrzeuge für Führungs- und Transportaufgaben eingesetzt. Aktuell werden Fahrzeuge dieses Typs nicht mehr durch das THW neu beschafft.

## Mannschaftslastwagen 2

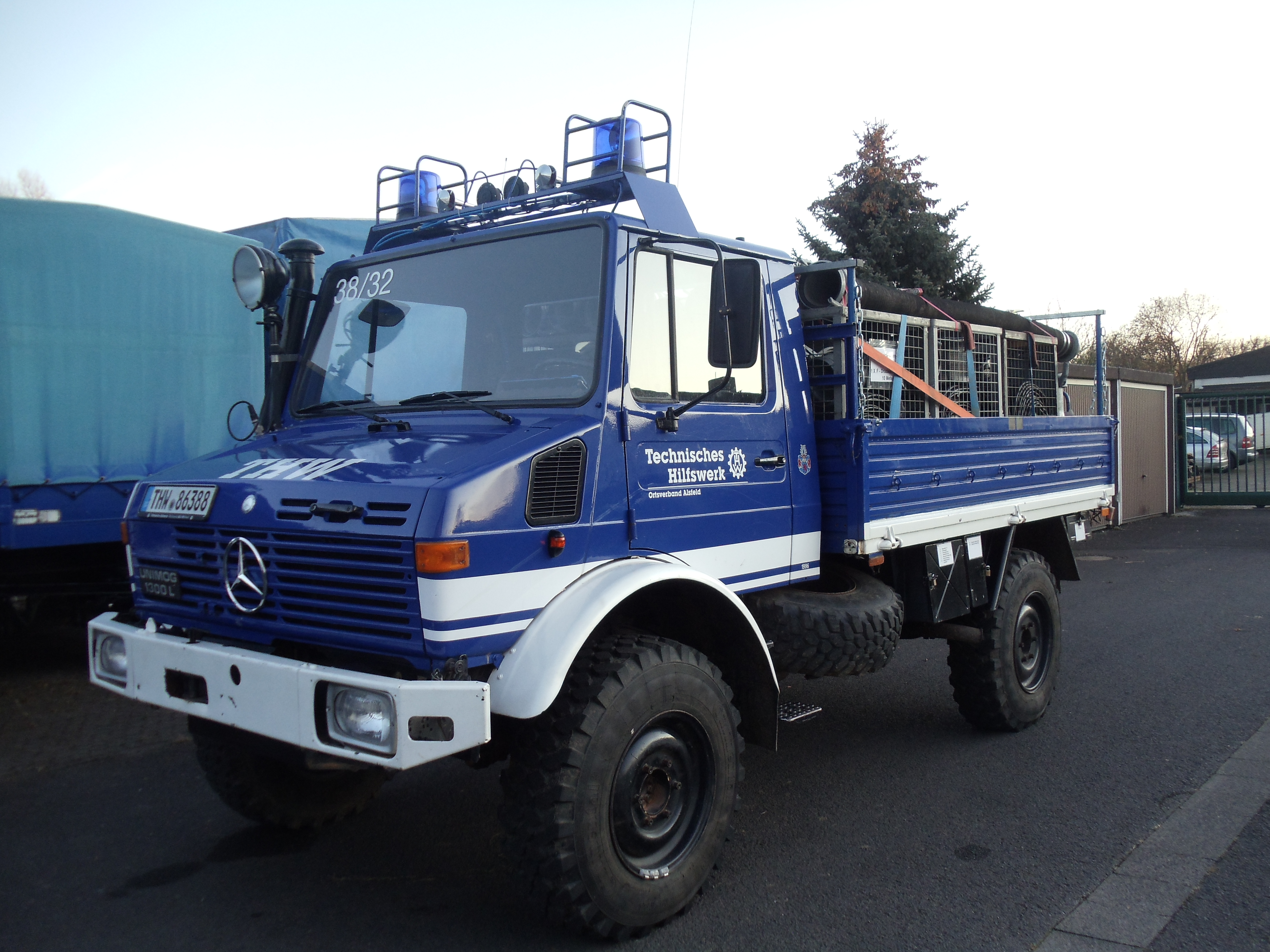
MLW 2 (Unimog) des OV Alsfeld

Der MLW 2 ist in der Regel ein Unimog 435 und eignet sich besonders für Transportaufgaben im Gelände. Die meisten der Fahrzeuge stammen aus den Beständen der Bundeswehr. Die Fahrzeuge haben 3 Sitzplätze und eine Nutzlast von bis zu 2 Tonnen. Die maximale Anhängelast beträgt 9,5 Tonnen. Aktuell werden Fahrzeuge dieses Typs nicht mehr durch das THW neu beschafft.

## Mannschaftslastwagen 3

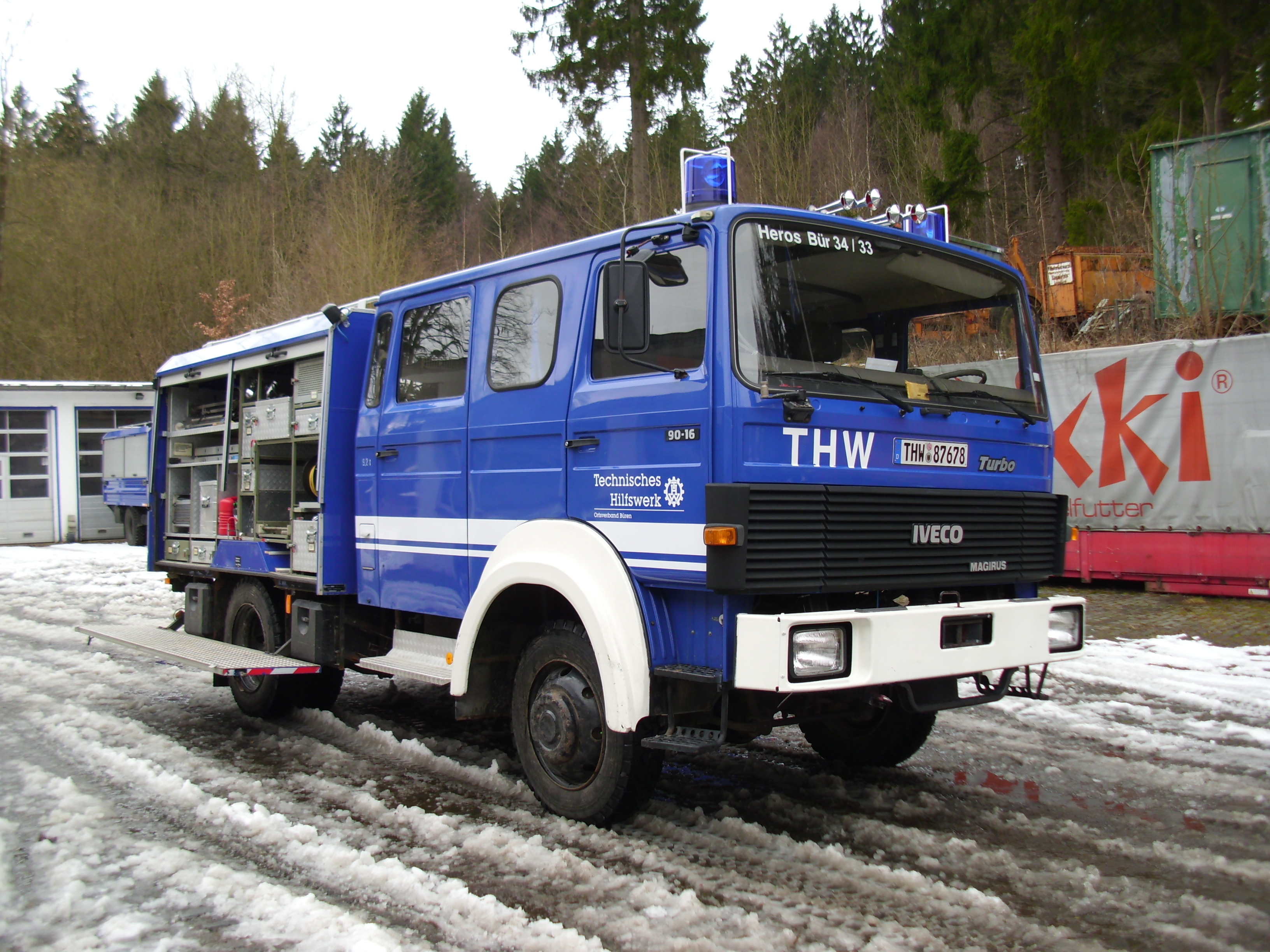
MLW 3 der FGr Bel Büren

Der MLW 3 bietet Platz für 9 Personen und hat eine Nutzlast von bis zu 3 Tonnen. Nach der Auflösung der Bergungszüge wurden die Mannschaftskraftwagen entweder als GKW 2 in der 2. Bergungsgruppe oder als MLW 3 in einer Fachgruppe weiter genutzt. Aktuell werden Fahrzeuge dieses Typs nicht mehr durch das THW neu beschafft.

## Mannschaftslastwagen 4

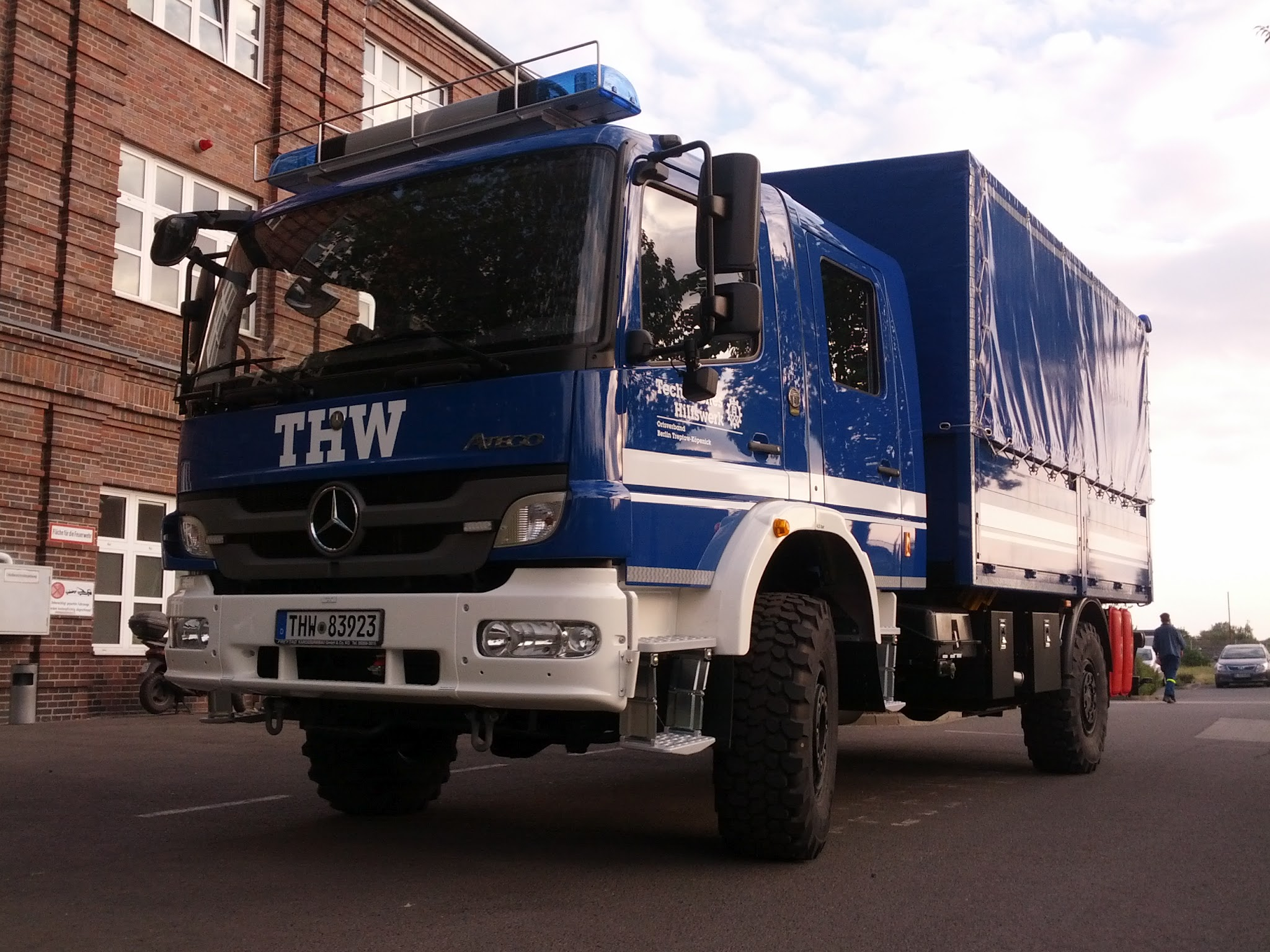
MLW 4 der FGr WP Treptow-Köpenick

Der Mannschaftslastwagen Typ IV (MLW IV, auch: MLW 4) ist in der Regel als Fahrzeug mit Doppelkabine ausgeführt und geländefähig. Er hat einen Pritsche/Plane-Aufbau, transportiert eine Besatzung von 1+6 und hat eine Nutzlast von bis zu 3 t. Die Anhängelast beträgt bis zu 5 t.

## Mannschaftslastwagen 5
Der Mannschaftslastwagen Typ V (MLW V, auch: MLW 5) wird in der Fachgruppe Sprengen, der Fachgruppe Logistik, der Fachgruppe Infrastruktur und der Fachgruppe Trinkwasserversorgung verwendet. Er transportiert eine Besatzung von 1+5 und eine Nutzlast bis zu 1,2 t. Der MLW 5 ist der kleinste Typ der Mannschaftslastwagen des THW und wird standardmäßig auf einem Klein-Lkw bzw. Lieferwagen aufgebaut. Mit ihm wird nötigenfalls auch Sprengstoff transportiert.